# Boa Vista (Kap Verde)
Boa Vista (portugisisk for God udsigt) er en flad ørkenø i øgruppen Barlavento i Kap Verde, og er også den østligste. Øens økonomi var oprindeligt baseret på landbrug, men ørkenspredning gjorde, at udvinding af salt blev vigtigere. I dag er dyrkning af daddelpalmer og turisme de vigtigste næringsveje.
Øens areal er på 620 km², hvilket gør den til Kap Verdes tredjestørste ø, efter Santo Antão og Santiago. Øen ligger 455 km vest for Afrikas fastland.
Øens højeste punkt er Monte Estancia (387 moh). Der er 3.353 indbyggere på øen.

## Eksterne links
- Boavista - Turist hjemmeside
- Câmara Municipal da Boa Vista Arkiveret 16. marts 2014 hos  Wayback Machine

16°06′12″N 22°48′13″V / 16.1033°N 22.8036°V